# داشکسن (بوئین میاندشت)
داشْکَسَنْ، روستایی در بخش مرکزی شهرستان بویین میاندشت استان اصفهان ایران است.
این روستا مرکز دهستان گرجی است و براساس سرشماری مرکز آمار ایران در سال ۱۳۸۵، جمعیت آن ۶۰۶ تَن (۱۲۵خانواده) بوده است.

## موقعیت

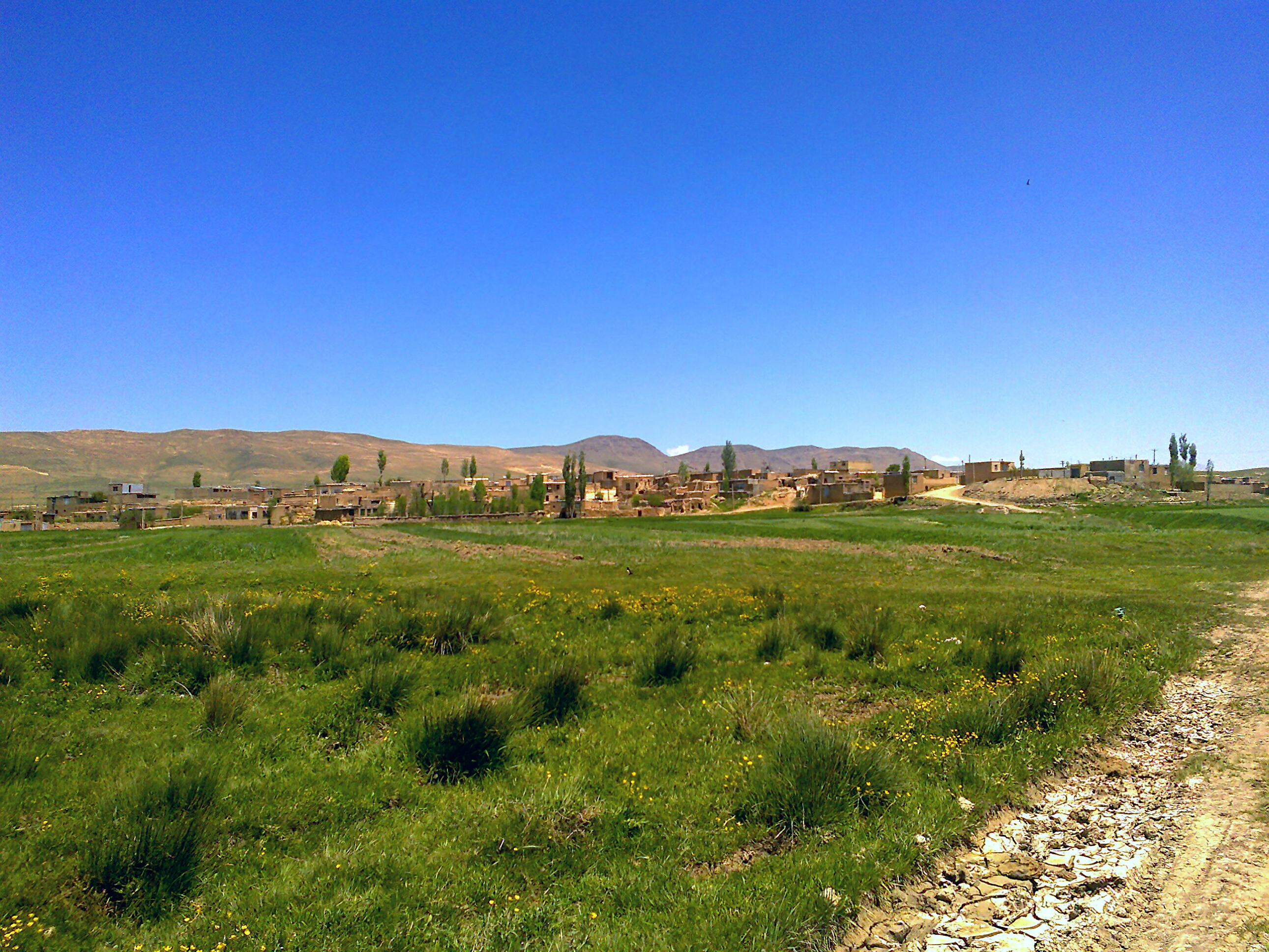
دورنمای داشکسن از سمت خویگان

روستای داشکسن در ۳ کیلومتری جنوب شهر «بوئین میاندشت» واقع شده است، که با شهرهای: «افوس» و «برف انبار»، و روستاهای «ازون بلاغ» و «خویگان علیا» همسایه است؛ و به دلیل قرار گرفتن در کنار رودخانه، دشت پهناور و ارتفاع زیاد از سطح دریا از نقاط سردسیر ایران به حساب می‌آید.

## تاریخچه
داشکسن دو قبرستان قدیمی دارد:

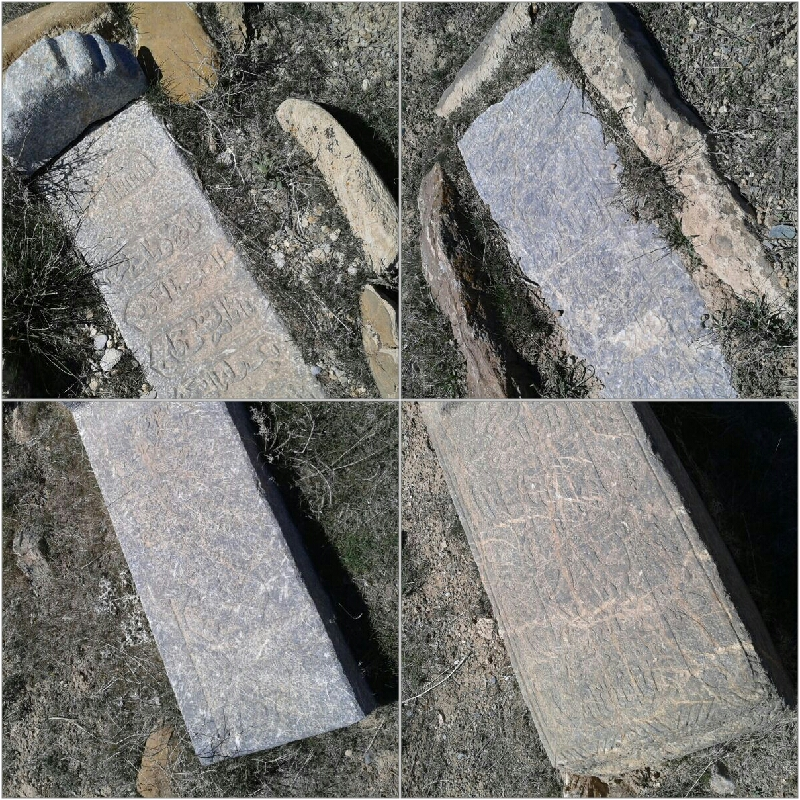
قدیمی‌ترین سنگنبشه‌های به جا مانده به زبان عربی

- قبرستان ارمنی‌های مسیحی: این قبرستان که محل دفن ارمنی‌های مسیحی بوده، تا چند سال پیش، به عنوان یک قبرستان، سنگنبشته‌هایی به خط و زبان ارمنی در آن وجود داشت. قبرستان ارمنی‌ها، چند سال پیش تخریب شده و سنگنبشته‌های آن به روی تپهٔ دیگری منتقل شد.
- «خانْجانیسْ سامارْوِلُ» (قبرستان خانجان)، قبرستان گرجی‌های مسلمان: این قبرستان که محل دفن گرجی‌های مسلمان بوده، سنگنبشته‌هایی به خط عربی و گرجی و به زبان‌های عربی، فارسی و گرجی در آن وجود دارد؛ که قدیمی‌ترین این سنگ نبشته‌ها، سنگنبشتهٔ «مرتضی قلی بیک گرجی»، مربوط به سال ۱۰۳۰ هجری می‌باشد. دو سنگنبشتهٔ دیگر مربوط به «آقا بابا بیک» و «محمد باقر بیک» وجود دارد که از فرزندان «مرتضی قلی بیک گرجی» هستند.[۱]

## وجه تسمیه
«داشکسن» کلمه‌ای است به ترکی آذربایجانی که از دو بخش «داش» به معنای «سنگ» و «کسن» به معنای «بریدن» تشکیل شده است «سنگ‌تراش».
اما این نام «داشکسن» با هیچ عاملی از این روستا مطابقت ندارد.
«ტაშისკარი» (تاشیسْکاری) نام روستایی در گرجستان است که با نام روستای داشکسن شباهت لغوی دارد، احتمالاً در ابتدا نام این روستا همان «تاشیسکاری» بوده که تدریجاً تحت تأثیر تلفظ‌های غلط این کلمه، به کلمهٔ «داشکسن» تبدیل شده است .

## جغرافیا

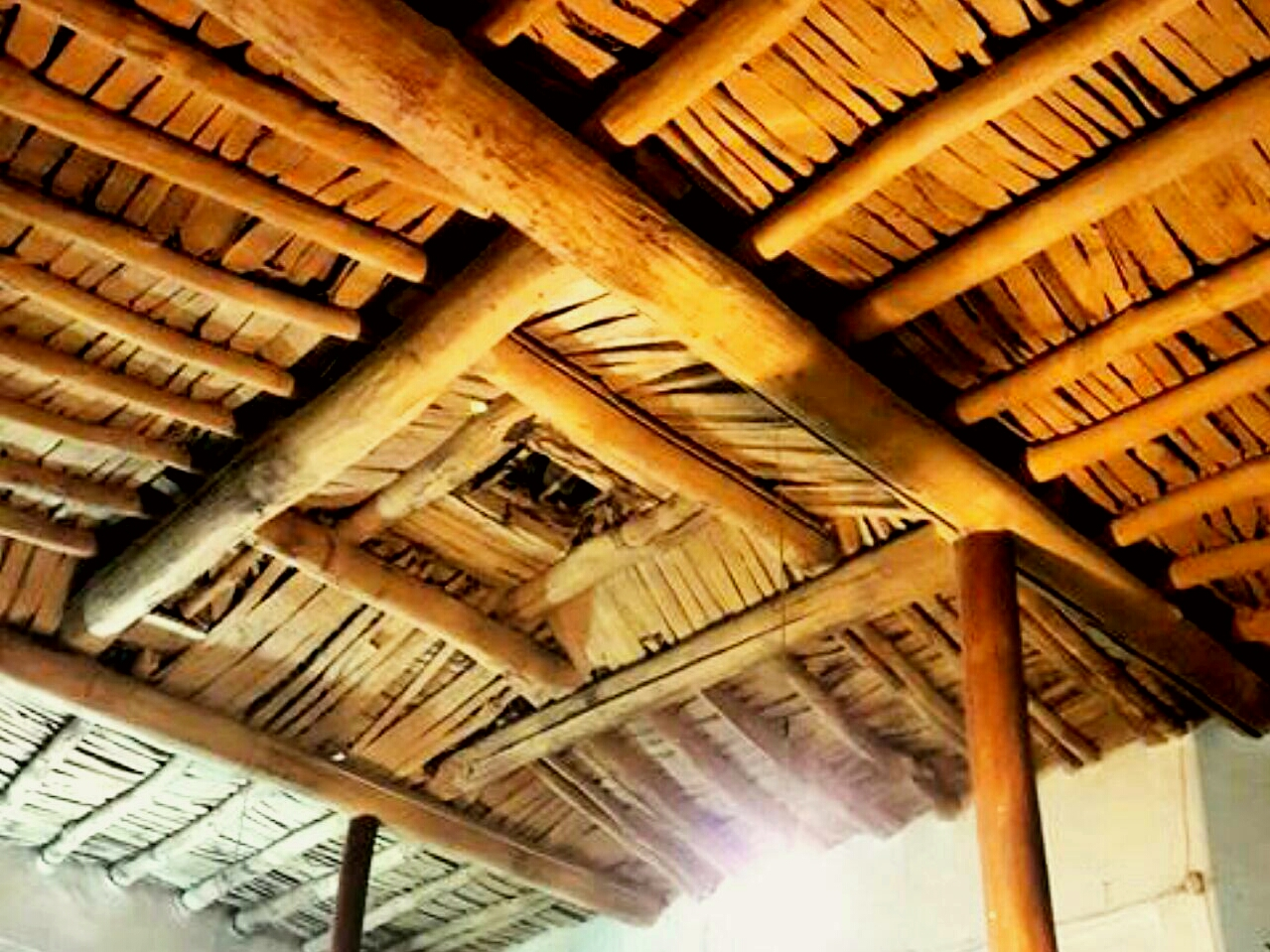
گرجی‌ها در فریدن، برای جلوگیری از آسیب به سقف ساختمان پس از پس بارش‌های سنگین برف، آنها را به این شکل مقاوم می‌ساختند

داشکسن روستایی است سردسیر همجوار با رشته کوه‌های زاگرس که با ارتفاع ۲۳۷۴ متر از سطح دریا و قرار گرفتن در موقعیت شرق زاگرس و همچنین دوری از دریا دارای اقلیم سرد وخشک کوهستانی است.
در کرانهٔ خاوری روستا چند مزرعه به نام‌های «گرآب»، «برات گلی»، «حوجی»، «صحک»، «دربند»، «زیرلا»، «ماردره» و «گلون‌آباد» وجود دارد که سابقاً حاصلخیزی فراوانی داشته‌اند اما اخیراً با وجود خشکسالی حاکم بر منطقه از بین رفته ان و چهار عدد از آن‌ها فقط جزو نقاط فرعی روستا به حساب می‌آیند.
کشاورزی روستا (دیم کاری) مانند گذشته رونق چندانی ندارد و زمین‌های کشاورزی به برکت جویبارهایی که از مناطق جنوبی می‌گذرد پابرجاست.

## اقتصاد
در رده‌بندی فعالیت‌های اقتصادی مردم داشکسن، اولین جایگاه مخصوص کشاورزی است. کامیونداری و دامپروری نیز پس از کشاورزی، جزو فعالیت‌های مهم اقتصادی ساکنان روستا می‌باشد. شاغلان دولتی، بیشتر از روستا مهاجرت نموده و در نزدیکی محل کار خود سکنی گزیده‌اند.
در گذشته دو رشته قنات به نام‌های «قره داش» و «حیدرآباد»، نقش به سزایی در اقتصاد روستا داشته‌اند که قنات قره داش توسط لگد کوب افغانی‌ها پر شده و بازدهی خود را از دست داده است، و قنات حیدرآباد که توسط اهالی خمسلو به تصرف درآمده و از چرخهٔ اقتصادی روستا خارج گردیده است.
«ناحیه صنعتی داشکسن»، یکی از با استعدادترین قطب‌های صنعتی برای سرمایه‌گذاری می‌باشد و یکی از دلایل مهم این مسئله، موقعیت مکانی ناحیه است که بر سر «شاهراه اصفهان - لرستان» قرار دارد.

## مردم
روستای داشکسن به دلیل مهاجرفرستی بسیار و تولدهای کنترل شده، شاهد کاهش «رشد جمعیت» بوده است. جمعیت کنونی داشکسن (۱۳۹۰) حدود ۶۰۰ تَن می‌باشد.
مردم روستای داشکسن از گرجی‌های منطقه فریدن هستند که به دلیل همزیستی با اقوام دیگر (ارمنی، ترک، لر) به تدریج و طی سالیان دراز، از فرهنگ پیشینیان خود (فرهنگ گرجی) دور شده‌اند و دارای پوشش محلی یا آداب و رسوم خاصی نیستند.
مانند بقیهٔ آبادی‌های فریدن، تمامی مردم داشکسن «شیعه اثنی عشری» هستند.
گرجی‌های داشکسن تماماً به گویش فریدنی زبان گرجی صحبت می‌کنند که حاصل دگرگونی زبانی است که چهارصد سال پیش بدان تکلم می‌شده و با زبان گرجی معاصر (زبان رسمی جمهوری گرجستان) متفاوت است.

## تصاویر

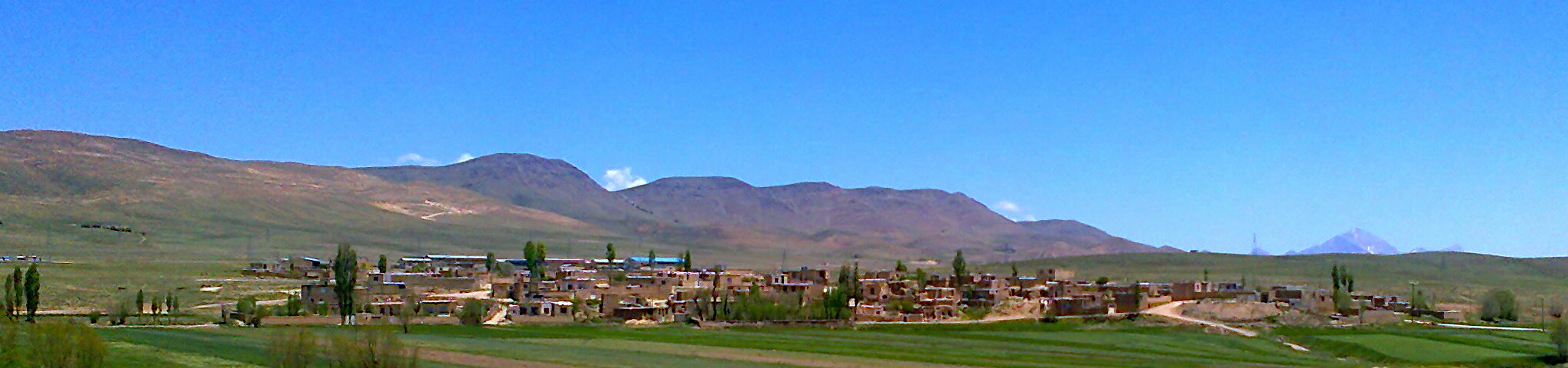
نمایی از ضلع غربی داشکسن

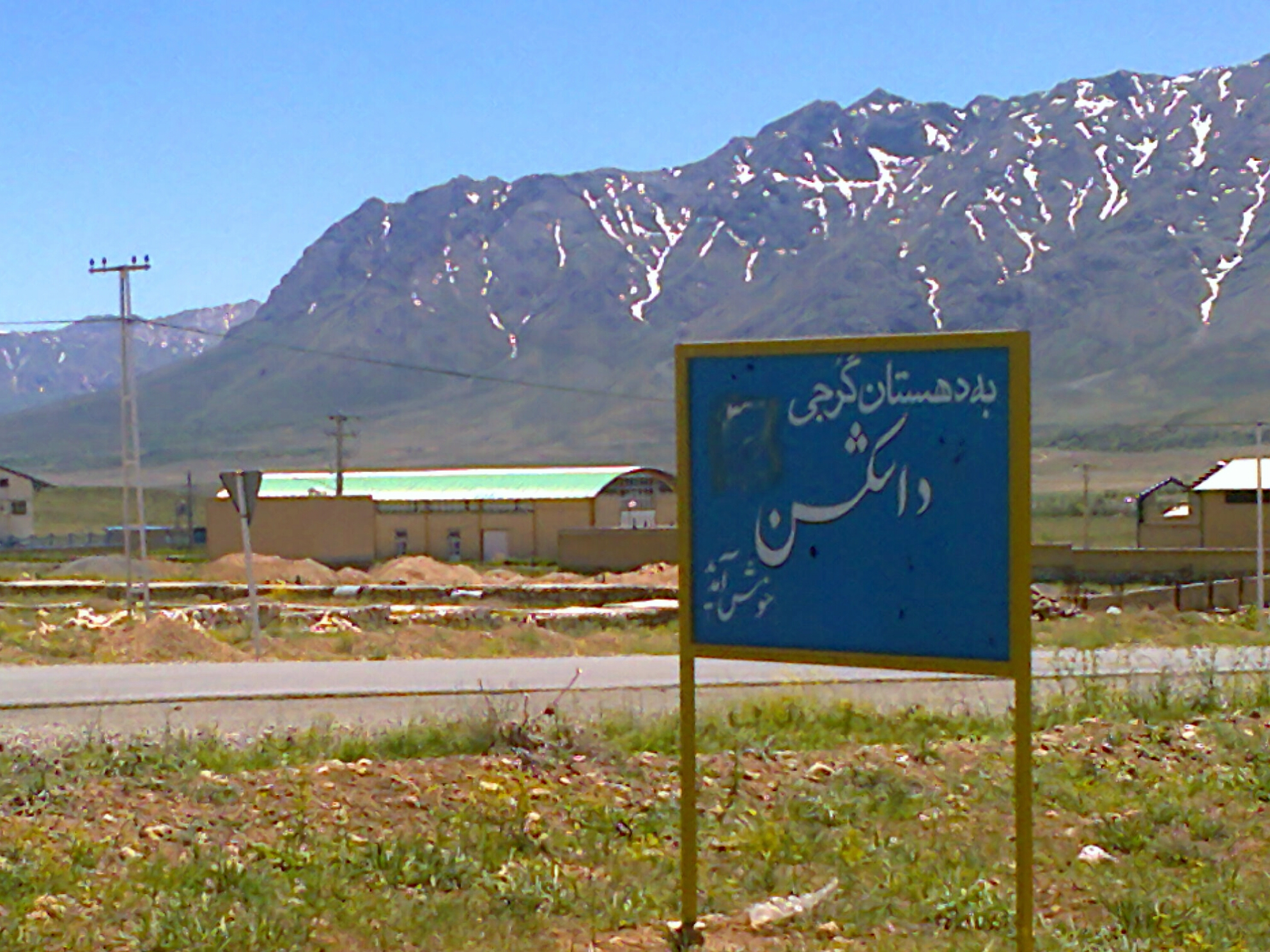
نمایی از ناحیهٔ صنعتی داشکسن

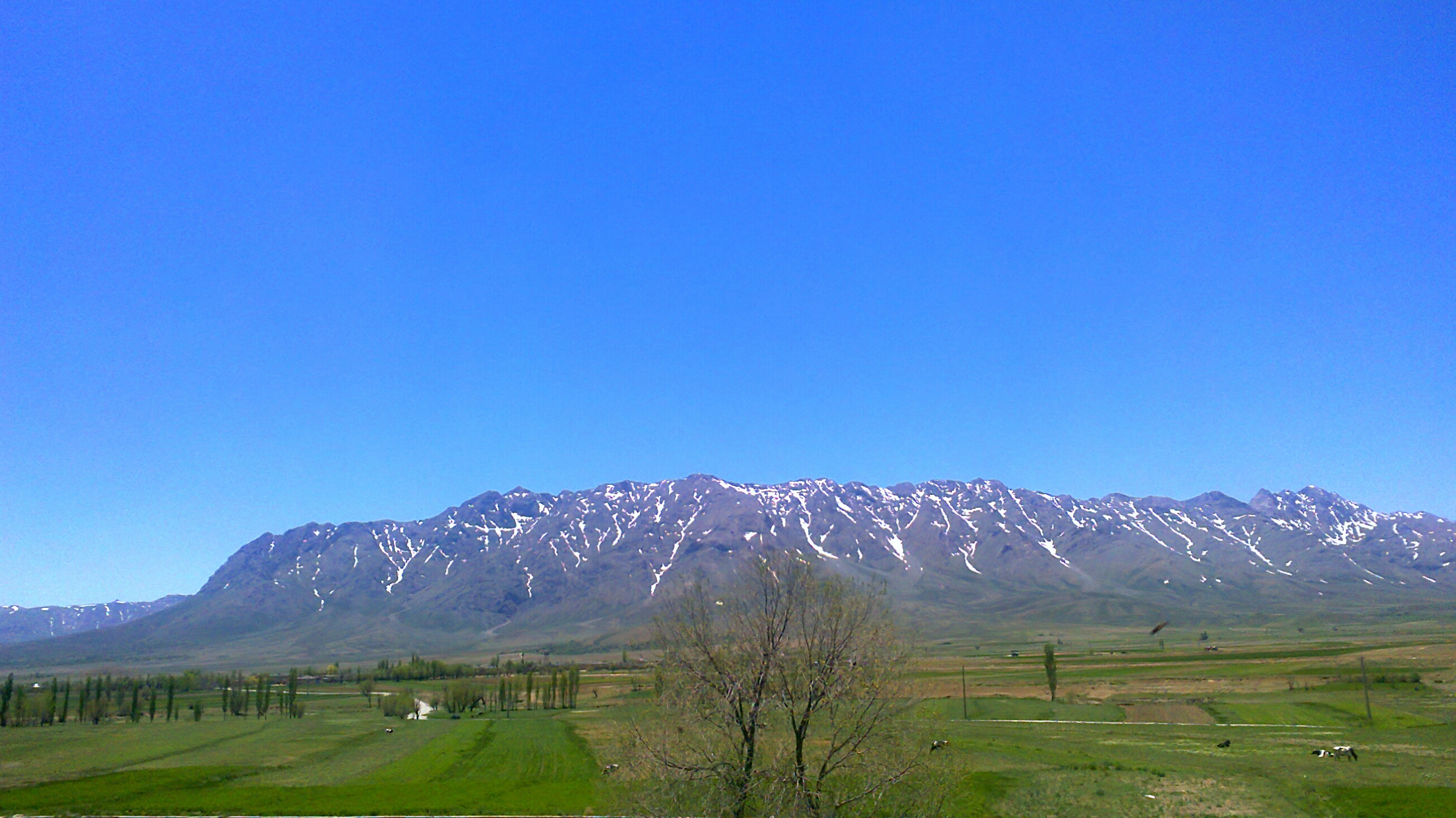
نمایی از مزارع داشکسن